# Romāns Mickevičs
Romāns Mickevičs (ur. 29 marca 1993 w Rydze) – łotewski piłkarz, występujący na pozycji pomocnika.

## Życiorys
Seniorską karierę rozpoczął w FC Tranzit. 23 kwietnia 2010 roku zadebiutował w barwach tego klubu w Virslīdze. Tranzit przegrał wówczas z FK Ventspils 0:2. W sezonie 2010 rozegrał 15 meczów w Tranzit, po czym został piłkarzem FK Jūrmala. W barwach tego klubu wystąpił w dwóch spotkaniach. W latach 2012–2015 występował w Spartaksie Jurmała, rozgrywając wówczas ponad sto ligowych spotkań. Następnie przeszedł do FK Liepāja, z którego w sezonie 2017 został wypożyczony do Riga FC. Z tym klubem w 2018 roku zdobył mistrzostwo i puchar Łotwy. W sezonie 2019 występował w FK Ventspils. Na początku 2020 roku przebywał na testach w Stomilu Olsztyn, ale nie podpisał wówczas kontraktu z klubem. Następnie grał w FK Tukums 2000 i FK Spartaks Jurmała. W styczniu 2021 roku przeszedł do KKS 1925 Kalisz.

## Statystyki ligowe
| Sezon         | Klub                  | Liga     | Mecze | Gole |
| ------------- | --------------------- | -------- | ----- | ---- |
| 2010          | FC Tranzit            | Virslīga | 15    | 0    |
| 2011 (w)      | FK Jūrmala            | Virslīga | 2     | 0    |
| 2012          | FK Spartaks Jurmała   | Virslīga | 29    | 3    |
| 2013          | FK Spartaks Jurmała   | Virslīga | 20    | 2    |
| 2014          | FK Spartaks Jurmała   | Virslīga | 29    | 1    |
| 2015          | FK Spartaks Jurmała   | Virslīga | 25    | 3    |
| 2016          | FK Liepāja            | Virslīga | 27    | 2    |
| 2017 (w)      | FK Liepāja            | Virslīga | 4     | 0    |
| 2017          | Riga FC               | Virslīga | 8     | 0    |
| 2018          | Riga FC               | Virslīga | 9     | 0    |
| 2019          | FK Ventspils          | Virslīga | 23    | 3    |
| 2020          | FK Tukums 2000        | Virslīga | 7     | 0    |
| 2020 (j)      | FK Spartaks Jurmała   | Virslīga | 13    | 1    |
| 2020/2021 (w) | KKS 1925 Kalisz       | II liga  | 15    | 0    |
| 2021 (j)      | Mikkelin Pallo-Kissat | Kolmonen | 1     | 0    |